# Dannii Minogue
 (juillet 2025).
Si vous disposez d'ouvrages ou d'articles de référence ou si vous connaissez des sites web de qualité traitant du thème abordé ici, merci de compléter l'article en donnant les références utiles à sa vérifiabilité et en les liant à la section « Notes et références ».
 (juillet 2025).
- Si vous ne connaissez pas le sujet, laissez ce bandeau (vous pouvez alors contacter les auteurs).
- Si vous supprimez le contenu mis en cause (vous pouvez préalablement contacter les auteurs),

argumentez précisément cette suppression dans la page de discussion
(un manque de référence n'est pas un argument ; une recherche réelle de référence doit avoir été effectuée, être formellement documentée).
Pour les articles homonymes, voir Minogue.
Dannii Minogue (/ˈdæni mɪˈnoʊɡ/), née Danielle Jane Minogue le 20 octobre 1971 à Melbourne, est une chanteuse, créatrice de mode, mannequin et actrice australo-britannique. Elle est la sœur de la chanteuse Kylie Minogue.
Elle se fait un nom au début des années 1980 grâce à sa participation au télé-crochet Young Talent Time et son rôle dans la sitcom australienne Summer Bay, avant qu'elle ne commence une carrière de chanteuse Pop au début des années 1990.
Elle obtient d'abord un certain succès avec ses premiers tubes Love and Kisses et This Is It. À la suite de l'échec commercial de son second album, elle se concentre sur d'autres activités comme la présentation d'émissions de télévision. Plus tard, dans les années 1990, elle fait un bref retour à la musique en se réinventant en artiste dance avec son single All I Wanna Do (en), son premier #1 des clubs anglais.
En 2001, elle revient une nouvelle fois à la musique avec succès, grâce à son plus grand hit, Who Do You Love Now? (en), tandis que son précédent album, Neon Nights (en) devient le plus vendu de sa carrière. Au Royaume-Uni, elle a accumulé 12 singles classés #1 des clubs, devenant ainsi l'artiste à avoir eu le plus de titres #1 classés au Upfront Club. Elle fait ensuite partie du label All Around The World, et en 2006, sort son deuxième best of, The Hits and Beyond. En 2007, elle est jury des émissions Australia's Got Talent et The X Factor.
Dannii Minogue a été mariée à l'acteur australien Julian McMahon et a connu deux relations sérieuses, avec le pilote canadien de Formule 1 Jacques Villeneuve et avec Craig Logan, un ex-membre du groupe Bros. Elle a beaucoup milité pour la promotion des droits des homosexuels et s'est illustrée par son travail de sensibilisation à l’épidémie du SIDA.

## Biographie

### Enfance et débuts
Dannii Minogue naît à Melbourne en Australie. Elle est la fille d'un comptable, Ron Minogue et d'une danseuse, Carol Jones. Son père est né en Australie mais sa famille est originaire de County Clare, en Irlande, tandis que sa mère a émigré de Maesteg au Pays de Galles à Townsville dans le Queensland en 1955 alors qu'elle n'était encore qu'une enfant. Elle est la plus jeune de trois enfants. Sa sœur, Kylie, est une chanteuse de pop et de dance ainsi qu'une actrice, et son frère, Brendan, est caméraman reporter en Australie.
Elle commence sa carrière lorsqu'elle était enfant dans une émission télévisée australienne. Dès l'âge de 7 ans, elle apparaît dans de nombreuses sitcoms comme Skyways ou encore The Sullivans. En 1979, elle devient une interprète régulière dans le programme musical hebdomadaire Young Talent Time. Elle enregistre son premier single solo pour l'émission, celui-ci incluant une reprise de Madonna, Material Girl. Pendant ce temps, elle parcourt le pays pour de nombreuses représentations toutes à guichets fermés. En 1988, elle quitte Young Talent Time pour se consacrer à sa carrière d'actrice, en interprétant le personnage d'Emma Jackson, une adolescente rebelle, dans le soap opera Home and Away. Bien qu'elle ne soit restée qu'un an dans la série, sa popularité était telle auprès du public australien qu'elle fut nommée aux Silver Logie en tant que « Actrice la Plus Populaire de la Télévision Australienne. »
En septembre 1988, elle sort sa propre collection de vêtements intitulée Dannii. Elle s'est occupée de sa collection de mode tout en continuant sa participation à Young Talent Time. Elle dessinait les vêtements qu'elle portait pendant l'émission, et le public étant plutôt conquis, elle commercialisa donc sa ligne de vêtements. Sa première collection, Dannii, fut écoulée en à peine dix jours à travers toute l'Australie, et fut suivie de trois collections d'été supplémentaires en 1989.

### 1990 à 1995: début de carrière
En janvier 1989, Dannii Minogue signe un contrat avec la maison de disques australienne Mushroom Records. Son premier album, Dannii, sort l'année suivante et se classe #24 des ventes d'albums en Australie. À l'étranger, il est commercialisé en 1991, sous le titre Love and Kisses. Le premier single, Love and Kisses atteint la 4e place des charts et est certifié disque d'or. Au Royaume-Uni, il atteint le top 10.
Elle sort Love And Kisses And..., une version retravaillée de son album en avril 1992. Cet album, une compilation de titres dance, contient des titres de l'album original et des remixes. Il se classera #42 au Royaume-Uni, se vendant à environ 60 000 copies. Plusieurs de ces remixes réalisés par le producteur et DJ Steve « Silk » Hurley sont de véritables succès dans les boîtes de nuit européennes. Dannii compte sur ces remixes pour lui offrir « une nouvelle image et pour jouer avec » sur ces prochains albums.
Plus tard dans l'année, elle fait ses débuts cinématographiques dans le film Secrets aux côtés de l'acteur Noah Taylor. Le film raconte l'histoire de cinq adolescents qui se cachent dans le sous-sol d'un hôtel dans l'espoir de rencontrer les Beatles. Le film ne reçut pas un très bon accueil par le public et la critique, la performance de Dannii étant décrite comme « pas du tout convaincante ».
Elle sort son second album Get Into You en octobre 1993, celui-ci inclut les titres Show You the Way to Go, This Is It et This Is the Way. L'album contient des chansons dance uptempo et des performances vocales matures, mais en dépit de son succès passé dans les charts, elle échoue à se classer dans le top 50 britannique. L'année suivante, elle retourne à la télévision en tant que présentatrice, en coanimant l'émission matinale The Big Breakfast sur Channel 4 au Royaume-Uni.
En 1995, elle sort les singles Rescue Me et Boogie Woogie en collaboration avec les DJs du groupe Eurogroove. Seulement commercialisés au Japon, les deux titres sont #1 des ventes de single. Elle commence également à enregistrer son troisième album, mais elle et sa maison de disques, Mushroom Records, se séparent à la suite d'un désaccord contractuel.

### 1996 à 2001:Girl, présentation TV et théâtre
En 1996, Dannii Minogue reprend la coprésentation de The Big Breakfast, s'occupant de la chronique Eggs on Eggs. La même année, elle présentera brièvement l'émission pour enfants Disney Time et coanimera avec Gareth Jones le programme pour adolescents du samedi matin It's Not Just Saturday pendant seize semaines.
Elle fait ses débuts sur scène en avril 1997 en interprétant Rizzo dans la comédie musicale Grease: The Arena Spectacular. En Australie, il s'est écoulé plus de 450 000 billets rien que pendant la première saison. Elle reprend le rôle de Rizzo l'année suivante, jouant ainsi en Nouvelle-Zélande. Au MO Awards de 1998, elle est nommée dans la catégorie Meilleure interprète féminine dans une comédie musicale pour son rôle dans Grease. Également en 1997, elle présente Top of the Pops, l'émission télévisée sur les ventes musicales, avant de retourner à sa carrière de chanteuse plus tard dans l'année.
Elle s'intéresse à la musique dance et au clubbing, ce qui influencera grandement son troisième album, Girl, qui sort en 1997, et qui voit la collaboration avec des musiciens comme Brian Higgins de Xenomania. L'album présente un style de dance plus sophistiqué et plus adulte, mais malgré de bonnes critiques, il échoue à se classer dans le top 50 au Royaume-Uni, pourtant la tournée britannique Unleashed Tour se vend bien. Le single All I Wanna Do (en), se classe 4e en Grande-Bretagne et est certifié disque d'or en Australie. Les singles suivants, Everything I Wanted (en), n'ont pas réussi à atteindre le top 10, mais furent tous deux #1 des clubs.
Mushroom Records sort deux compilations en décembre 1998, pour célébrer les 25 ans du label. Uniquement commercialisé en Australie, The Singles contient les singles les plus populaires de la chanteuse, alors que The Remixes lui reprend les remixes les plus populaires. En janvier 1999, dans la foulée de sa prestation lors du Mardi Gras gay et lesbien de Sydney en 1998, elle sort le premier hymne officiel du festival, Everlasting Night. Il sera publié sur la compilation Gay & Lesbian Mardi Gras de 1999, et le clip vidéo, codirigé par la chanteuse elle-même, met en scène des drag queens qu'elle avait rencontrés lors de sa performance l'année précédente.
En 1999, elle retourne sur les planches dans une reprise de Macbeth de Shakespeare au Edinburgh Fringe Festival. Son jeu reçut des critiques diverses. Le critique Matt Grant dit d'elle, qu'elle « manque d'une réelle conviction, comme une charrue qui avance dans un sillon sans en saisir le sens », alors que Fiachra Gibbons trouva plutôt que la « disco-queen-venue-de-l'enfer délivre une interprétation plutôt bonne » pour son personnage de Lady Macbeth. Deux ans plus tard, elle apparaît sous les traits d'Esméralda dans la comédie musicale Notre-Dame de Paris à Londres. Le spectacle reçoit de très mauvaises critiques de la part de la presse britannique qui le qualifie de « boiteux » et dit des chansons qu'elles sont « semblables à ce l'on peut entendre au concours de l'Eurovision ». En 2002, lors des Maxim Awards, elle remporte le titre de Meilleure performance scénique pour son rôle. En 2001, elle est également apparue dans la pièce Les Monologues du vagin, aux côtés de Kika Markham et Meera Syal.
En novembre 2001, elle sort le single Who Do You Love Now? en collaboration avec le DJ hollandais Riva. La chanson se classe #3 des ventes au Royaume-Uni, ainsi que #1 des clubs. Aux États-Unis, le titre est diffusé dans les boîtes de nuit, et se classe #1 du classement Billboard Dance Club. En 2001, Dannii Minogue signe un contrat de six albums avec London Records, un label de Warner.
Le 17 mars 2003, sort son album dance Neon Nights (en) qui devient rapidement un de ses albums les plus populaires. Il est produit par JCA. Le single I Begin to Wonder devient un énorme tube, la chanson est écrite par Jean Claude Ades. Une version versus Dead or Alive de I Begin to Wonder est commercialisée. Le single suivant Don't Wanna Lose This Feeling est aussi un beau succès.

### 2004 à 2006:The Hits and Beyond
En octobre 2004, Dannii Minogue sort le single You Won't Forget About Me, une collaboration avec le duo de DJ Flower Power. Décrit par MSN Entertainment comme une « vraie production » et remarquable pour son « beat house ponctué de synthétiseurs rétros entraînant », le titre se classe à la 7e place des ventes au Royaume-Uni et devient dans le même temps son 13e single à se classer dans le top 5 américain du Billboard Hot Dance Music/Club Play.
La sortie de I Can't Sleep at Night devait à l'origine suivre au mois d'août 2005, mais est finalement annulée en faveur de Perfection, une collaboration avec les Soul Seekerz qui sort en fin de compte à la fin novembre 2005. Il fut classé 11e au Royaume-Uni et 13e en Australie.
En février 2006, elle fait les gros titres de la presse people quand les bandes de surveillance d'une boîte de strip-tease londonienne, le « Puss 'N Boots », sont publiées par le tabloïd britannique News of the World, montrant la chanteuse et une strip-teaseuse en contact sexuel. Un porte-parole de Dannii Minogue a alors tenté de minimiser l'évènement. L'histoire, surnommée « Lezzigate » par ses fans resurgit dans la presse en 2007, lors du lancement de The X Factor. La danseuse impliquée, Jupiter, a également vendu son histoire à un magazine.
Plus tard dans l'année, elle sort The Hits and Beyond, son premier best-of. Mushroom, son ancienne maison de disques avait au préalable mis fin à son contrat comprenant l'enregistrement de quatre albums en Australie par l'album The Singles, uniquement disponible dans son pays natal, mais que les fans du monde entier pouvaient se procurer en import. Son donc premier best-of compte six nouvelles chansons, incluant le single accompagnant sa sortie, So Under Pressure qui devint son 14e titre classé dans le Top 20 au Royaume-Uni. L'album a débuté à la 17e place des ventes d'albums britanniques pour chuter à la 24e la semaine d'après avant de sortir du classement. Le titre sortira également en Espagne et en Belgique.
So Under Pressure s'inspire du cancer diagnostiqué de sa sœur Kylie Minogue ainsi que de celui d'un autre ami proche non cité. Ce titre est son 10e à se classer #1 du UK Upfront Club, les titres les plus joués en boîtes de nuit. La chanteuse a décrit l'enregistrement de ce morceau comme un « véritable exploit » pour elle, au vu du « courage nécessaire pour délivrer ses sentiments dans ses paroles ». En septembre 2006, elle reprend la chanson I'll Be Home for Christmas qui figure sur l'album Spirit Of Christmas, une compilation de chansons de Noël.
En novembre 2006, elle interprète le titre datant de 1979 de Sister Sledge, He's the Greatest Dancer lors du téléthon de la BBC, Children in Need. Une version studio de cette chanson, remixée par Fugitive, apparaît sur la compilation dance Clubland 10, commercialisée au mois de novembre 2006. Le mois suivant, He's the Greatest Dancer est exploitée dans les boîtes de nuit anglaises en tant que single promotionnel. Il se place alors #1 du classement Upfront Club. En Australie, le titre est commercialisé en avril 2007. En dépit de nombreuses performances télévisées, le single n'est pas vraiment un succès, en entrant à la 37e place pour chuter à la 48e avant de disparaître du classement par la suite.

### Depuis 2007: télévision et retour à la musique
En 2007, Dannii Minogue est jury pour l'émission Australia's Got Talent diffusée en Australie sur la chaîne Network 7. Par la suite, elle est également juge et mentor dans la quatrième édition de l'émission anglaise The X Factor, complétant une distribution composée de Simon Cowell, Sharon Osbourne et Louis Walsh. À partir du 29 septembre, elle devait donc s'occuper du coaching des garçons pendant l'émission. Elle choisit Leon Jackson, Rhydian Jones et Andy Williams pour former la Team Minogue.

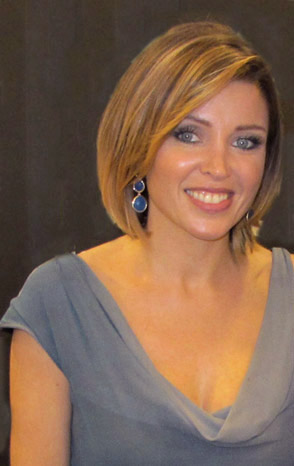
Dannii Minogue en octobre 2010.

En octobre, pas moins de cinq projets sont annoncés concernant sa carrière musicale. Tout d'abord, le 29 octobre sont réédités son album Girl datant de 1997 et celui de 2003, Neon Nights (en). Chacun contiendra deux CD, le second incluant des remixes. Le 5 novembre, Dannii sort un nouvel album, Unleashed, contenant des titres jamais exploités datant de son association à London Records, et également The Video Collection, un DVD de tous ces clips vidéos ainsi que de nombreux bonus. Et enfin, le 3 décembre, un nouveau single sort dans les bacs, Touch Me Like That. Le titre est crédité en tant que Dannii Minogue vs Jason Nevins, et fut diffusé en avant première sur la BBC Radio 1 dans l'émission de Scott Mills, le 3 octobre. Malheureusement, ce titre atteint une décevante place de 48e dans le classement des ventes de singles britannique.

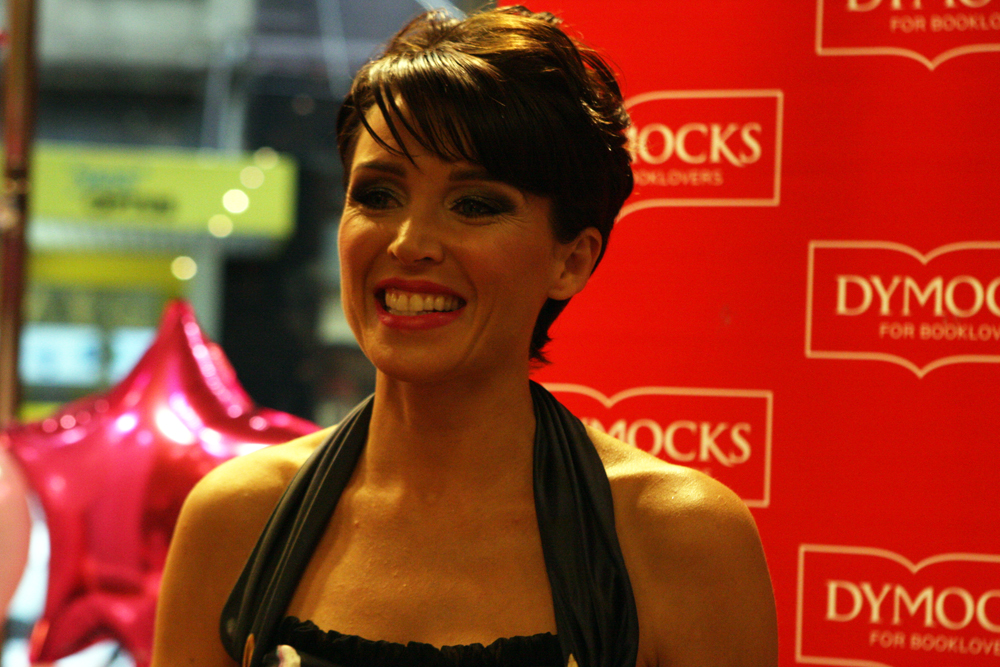
Dannii Minogue en 2012.

Le 22 octobre 2007, elle sort un autre album, exclusivement disponible sur les sites de téléchargement et intitulé Club Disco, par le biais de son nouveau label, All Around The World. L'album contient tous ses singles datant de son arrivée chez cette nouvelle maison de disques, quelques nouveaux titres et remixes. Le tout est en vente dans la boutique en ligne de téléchargement de All Around The World et sur iTunes. Cet album s'est classé #2 du UK Dance Albums Chart, le classement des albums de Dance au Royaume-Uni.
Elle reprend son rôle de jury dans les saisons 2 et 3 de l'émission Australia Got's Talent.
Le 13 janvier 2010, après une visite à la clinique, elle annonce avec son compagnon Kris Smith être enceinte. Le 5 juillet 2010, elle donne naissance à son premier enfant, un garçon prénommé Ethan Edward Smith.
En l'absence d'un nouvel album, elle sort une nouvelle compilation en 2013 intitulée This Is It : The Very Best of Danii Minogue comprenant 24 titres dont un inédit Cos You're Beautiful.

## Discographie

### Albums studios
| Année | Album                    | Informations                                                                                     | Classement des ventes | Classement des ventes | Classement des ventes | Certification                     |
| Année | Album                    | Informations                                                                                     | AUS                   | R-U                   | FR                    | Certification                     |
| ----- | ------------------------ | ------------------------------------------------------------------------------------------------ | --------------------- | --------------------- | --------------------- | --------------------------------- |
| 1990  | Dannii / Love and Kisses | Album studio Sortie de Dannii : octobre 1990 Sortie de Love And Kisses : 3 juin 1991 Formats: CD | 24                    | 8                     | —                     | Royaume-Uni : Or                  |
| 1994  | Get Into You             | Album studio Sortie : 4 octobre 1994 Formats : CD                                                | 53                    | 52                    | —                     | —                                 |
| 1997  | Girl                     | Album studio Sortie : 8 septembre 1997 Formats : CD                                              | 69                    | 57                    | —                     | —                                 |
| 2003  | Neon Nights (en)         | Album studio Sortie : 17 mars 2003 Formats : CD                                                  | 25                    | 8                     | 49                    | Australie : Or · Royaume-Uni : Or |
| 2007  | Club Disco               | Album studio Sortie : 5 novembre 2007 Formats : Téléchargement                                   | —                     | —                     | —                     | —                                 |

### Compilations
| Année | Album               | Informations                                                       | Classement des ventes | Classement des ventes | Classement des ventes | Certification |
| Année | Album               | Informations                                                       | AUS                   | R-U                   | FR                    | Certification |
| ----- | ------------------- | ------------------------------------------------------------------ | --------------------- | --------------------- | --------------------- | ------------- |
| 2006  | The Hits and Beyond | Best of Sortie : 4 octobre 1994 Formats : CD, téléchargement       | 67                    | 17                    | —                     | —             |
| 2007  | Unleashed           | Album studio Sortie : 5 novembre 2007 Formats : CD, téléchargement | 165                   | —                     | —                     | —             |

### Singles
| Année | Titre                                                | Classement des ventes | Classement des ventes | Classement des ventes | Classement des ventes | Classement des ventes | Classement des ventes | Classement des ventes | Album                            |
| Année | Titre                                                | AUS                   | R-U                   | R.-U Club             | IRL                   | FR                    | ALL                   | SUE                   | Album                            |
| ----- | ---------------------------------------------------- | --------------------- | --------------------- | --------------------- | --------------------- | --------------------- | --------------------- | --------------------- | -------------------------------- |
| 1991  | Love and Kisses                                      | 4                     | 8                     | —                     | 22                    | —                     | —                     | —                     | Love and Kisses                  |
| 1991  | Success                                              | 28                    | 11                    | —                     | 15                    | —                     | —                     | —                     | Love and Kisses                  |
| 1991  | Jump to The Beat                                     | 48                    | 8                     | —                     | 5                     | —                     | —                     | —                     | Love and Kisses                  |
| 1991  | Baby Love                                            | 26                    | 14                    | —                     | 18                    | —                     | —                     | —                     | Love and Kisses                  |
| 1991  | I Don't Wanna Take This Pain                         | 92                    | 40                    | —                     | —                     | —                     | —                     | —                     | Love and Kisses                  |
| 1992  | Show You the Way to Go                               | 104                   | 30                    | —                     | —                     | —                     | —                     | —                     | Get Into You                     |
| 1992  | Love's on Every Corner                               | —                     | 44                    | —                     | —                     | —                     | —                     | —                     | Get Into You                     |
| 1993  | This Is It                                           | 13                    | 10                    | —                     | 17                    | —                     | —                     | —                     | Get Into You                     |
| 1993  | This Is the Way                                      | 45                    | 27                    | —                     | —                     | —                     | —                     | —                     | Get Into You                     |
| 1994  | Get Into You                                         | 79                    | 36                    | —                     | —                     | —                     | —                     | —                     | Get Into You                     |
| 1997  | All I Wanna Do (en)                                  | 11                    | 4                     | 1                     | —                     | —                     | —                     | 48                    | Girl                             |
| 1997  | Everything I Wanted (en)                             | 44                    | 15                    | 1                     | —                     | —                     | —                     | —                     | Girl                             |
| 1998  | Disremembrance                                       | 53                    | 21                    | 1                     | —                     | —                     | —                     | —                     | Girl                             |
| 1998  | Coconut                                              | 62                    | —                     | —                     | —                     | —                     | —                     | —                     | Girl                             |
| 1999  | Everlasting Night                                    | 42                    | —                     | —                     | —                     | —                     | —                     | —                     | Gay & Lesbian Mardi Gras of 1999 |
| 2001  | Who Do You Love Now? (Riva featuring Dannii Minogue) | 15                    | 3                     | 1                     | 20                    | —                     | 14                    | 9                     | Neon Nights                      |
| 2002  | Put The Needle on It                                 | 11                    | 7                     | 1                     | 20                    | —                     | 72                    | —                     | Neon Nights                      |
| 2003  | I Begin to Wonder                                    | 14                    | 2                     | 1                     | 22                    | 7                     | —                     | 25                    | Neon Nights                      |
| 2003  | Don't Wanna Lose This Feeling                        | 22                    | 5                     | 1                     | 38                    | 40                    | —                     | —                     | Neon Nights                      |
| 2003  | Don't Wanna Lose This Groove                         | —                     | —                     | —                     | —                     | —                     | 37                    | —                     | Neon Nights                      |
| 2004  | You Won't Forget About Me (vs Flower Power)          | 20                    | 7                     | 1                     | 22                    | 55                    | —                     | —                     | The Hits and Beyond              |
| 2005  | Perfection (& Soul Seekerz)                          | 13                    | 11                    | 1                     | 38                    | —                     | —                     | —                     | The Hits and Beyond              |
| 2006  | So Under Pressure                                    | 16                    | 20                    | 1                     | 31                    | —                     | —                     | —                     | The Hits and Beyond              |
| 2007  | I Can't Sleep at Night (Single digital)              | —                     | —                     | 1                     | —                     | —                     | —                     | —                     | The Hits and Beyond              |
| 2007  | He's the Greatest Dancer                             | 26                    | —                     | 1                     | —                     | —                     | —                     | —                     | Club Disco                       |
| 2007  | Touch Me Like That (vs Jason Nevins)                 | 48                    | —                     | 1                     | —                     | —                     | —                     | —                     | —                                |

## Récompenses
| Année | Récompense                           | Catégorie                                                                     | En tant que                              | Statut     |
| ----- | ------------------------------------ | ----------------------------------------------------------------------------- | ---------------------------------------- | ---------- |
| 2004  | WMC International Dance Music Awards | Best Hi-Energy / Euro Release (Meilleur Titre Européen)                       | I Begin to Wonder                        | Nomination |
| 2004  | WMC International Dance Music Awards | Best Dance Artists (Meilleure Artiste Dance)                                  | Elle-même                                | Nomination |
| 2004  | Dancestar 2004 Awards                | Best Worldwide Single (Meilleur Titre International)                          | I Begin to Wonder                        | Nomination |
| 2003  | ARIA Awards                          | Best Pop Release (Meilleur Titre Pop)                                         | Neon Nights (en)                         | Nomination |
| 2003  | Capital FM Awards                    | Capital Rhythm Award                                                          | Elle-même                                | Lauréat    |
| 2003  | Disney Channel Awards                | Best Female Artist (Meilleure artiste féminine)                               | Elle-même                                | Lauréat    |
| 2001  | Maxim Awards                         | Best Stage Performance (Meilleure Performance Scénique)                       | Notre-Dame de Paris                      | Lauréat    |
| 1998  | MO Award                             | Best Female Musical Theater Performer (Meilleure artiste féminine de Musical) | Rizzo dans Grease: The Arena Spectacular | Nomination |
| 1998  | BRMB Music Awards                    | Best Video (Meilleur Clip Vidéo)                                              | All I Wanna Do (en)                      | Lauréat    |
| 1991  | TV Hits Magazine                     | Best Female TV Star (Meilleure Actrice de Télévision)                         | Elle-même                                | Lauréat    |
| 1991  | Smash Hits Poll Winners Party        | Best New Artist (Révélation de l'Année)                                       | Elle-même                                | Lauréat    |
| 1991  | BIG Magazine                         | World's Best Female Pop Star (Meilleure Artiste Féminine Mondiale de Pop)     | Elle-même                                | Lauréat    |
| 1991  | Radio One & Flash Forward Magazine   | #1 Woman of the Year (Femme de l'Année)                                       | Elle-même                                | Lauréat    |
| 1991  | Logie Awards                         | Most Popular Female Talent (Meilleure Actrice)                                | Elle-même                                | Nomination |
| 1989  | The Variety Club of Australia        | Young Variety Award (Meilleure Jeune Artiste de Variété)                      | Elle-même                                | Lauréat    |

## Autres apparitions

### Télévision
- 1978 : Skyways
- 1978 : The Sullivans : Carla
- 1982-88 : Young Talent Time : elle-même
- 1988 : All The Way : Penny Seymour
- 1989-90 : Summer Bay : Emma Jackson
- 1994 : The Big Breakfast (présentatrice)
- 1997 : Disney Time (présentatrice)
- 1997-98 : Live & Kicking (segments Electric Circus) (présentatrice)
- 2004 : Invitée de La Méthode Cauet[1]
- 2007-08 : Australia's Got Talent (membre du jury)
- 2007 : The X Factor (membre du jury)
- 2007 : The Kylie Show : elle-même

### Cinéma
- 1992 : Secrets : Didi
- 2004 : The Porter : Bunny Stigler

### Théâtre
- 1997 : Grease: The Arena Spectacular : Rizzo
- 1999 : Macbeth : Lady Macbeth
- 2000 : Notre Dame de Paris : Esmeralda
- 2000 : The Vagina Monologues